# オヤック財閥
オヤック財閥（Oyak Grubu）は、トルコの財閥。OYAKとは軍支援協会（Ordu Yardımlaşma Kurumu）の略で、もともとは退役軍人支援・年金運用組織として1961年にアンカラに設立された。現在ではトルコ第4位の財閥に成長した。2010年代においてもトルコ軍の年金基金を母体とする複合企業で、エネルギーや自動車、セメント、農業などの事業を幅広く手がける。
EUでは、オヤック財閥を指して、トルコ経済に対する軍の影響力を問題視する声も存在する。これに対し軍は、オヤック財閥は国家から公的な支援を受けない純粋な民間組織であると主張している。
主な企業は、銀行部門のオヤックバンク（Oyak Bank）、保険部門のアクサ・オヤック（AXA Oyak）、自動車部門のオヤック・ルノー（Oyak Renault）、輸送部門のオムサン（Omsan）など。ほか多数。
2019年には、傘下のアタエル・ホールディングが経営破綻したブリティッシュ・スチールの買収に乗り出して話題となったが、買収交渉が難航して断念している。